# Lukas Schwarzacher
Lukas Schwarzacher, né en  1956 , est un sinologue, photographe, journaliste et écrivain allemand.

## Biographie
Après des études de sinologie il a vécu quasi en permanence de 1979 à 1991 en Asie de l'Est.
Entre 1980 et 1983 il a écrit des articles au sujet du la situation politique au Japon, à Taïwan, au Cambodge, dans la république populaire de Chine et en Corée du Sud pour le journal autrichien Die Furche. 
Depuis 1983 il a été correspondant pour le Japon pour des nombreux journaux allemands, autrichiens et suisses comme Die Presse, Frankfurter Rundschau, Die Weltwoche, Kölner Stadt-Anzeiger. D'autres contributions ont été publiées dans Geo, Vogue et dans d'autres revues.
En 2005 il a fait des contributions au magazine américain Variety au sujet de l'industrie du cinéma japonaise .